# 滇东合耳菊
滇东合耳菊（学名：Synotis duclouxii）是菊科合耳菊属的植物，是中国的特有植物。分布于中国大陆的云南等地，生长于海拔750米至2,500米的地区，见于混交林中，目前尚未由人工引种栽培。

## 别名
滇东千里光（云南种子植物名录）